# Бернхардт, Франк
Франк Бернхардт (нем. Frank Bernhardt; 28 августа 1969, Киль, Шлезвиг-Гольштейн, ФРГ) — немецкий футбольный тренер.

## Биография
Начинал свою тренерскую карьеру в юношеской команде «Санкт-Паули». Бернхардту удалось быстро пройти несколько этапов и вскоре он уже самостоятельно работал с молодёжным составом клуба. В 2007 году немец откликнулся на предложение из Эстонского футбольного союза и возглавил местную юношескую и молодёжную сборные. Вместе с ними он проработал пять лет. В 2012—2013 годах специалист был главным тренером в клубе из элитной Мейстрилиги «Калев» (Таллин).
Некоторое время немец занимался административной работой в Азербайджане, после чего он возглавил молодёжную сборную Малайзии. В 2018 году Бернхардт вернулся в Эстонию. Там он работает с молодёжным составом команды «Нымме Калью».